# Меканіксбург (Пенсільванія)
Меканіксбург (англ. Mechanicsburg) — місто (англ. borough) в США, в окрузі Камберленд штату Пенсільванія. Населення — 9311 особа (2020).

## Географія
Меканіксбург розташований за координатами 40°12′41″ пн. ш. 77°0′21″ зх. д. / 40.21139° пн. ш. 77.00583° зх. д. (40.211404, -77.005930).  За даними Бюро перепису населення США в 2010 році місто мало площу 6,25 км², з яких 6,24 км² — суходіл та 0,00 км² — водойми.

## Демографія
Згідно з переписом 2010 року, у селищі мешкала 8981 особа в 4028 домогосподарствах у складі 2327 родин. Густота населення становила 1438 осіб/км².  Було 4263 помешкання (682/км²).
Расовий склад населення:
| - 92,3 % — білих - 2,2 % — чорних або афроамериканців - 1,8 % — азіатів - 0,3 % — корінних американців - 1,0 % — осіб інших рас |

До двох чи більше рас належало 2,3 %. Частка іспаномовних становила 3,5 % від усіх жителів.
За віковим діапазоном населення розподілялося таким чином: 20,5 % — особи молодші 18 років, 63,9 % — особи у віці 18—64 років, 15,6 % — особи у віці 65 років та старші. Медіана віку мешканця становила 39,9 року. На 100 осіб жіночої статі у селищі припадало 96,4 чоловіків;  на 100 жінок у віці від 18 років та старших — 92,1 чоловіків також старших 18 років.
Середній дохід на одне домашнє господарство  становив 69 745 доларів США (медіана — 59 722), а середній дохід на одну сім'ю — 80 116 доларів (медіана — 69 067). Медіана доходів становила 46 759 доларів для чоловіків та 40 179 доларів для жінок. За межею бідності перебувало 6,0 % осіб, у тому числі 11,9 % дітей у віці до 18 років та 2,4 % осіб у віці 65 років та старших.
Цивільне працевлаштоване населення становило 5020 осіб. Основні галузі зайнятості: освіта, охорона здоров'я та соціальна допомога — 26,1 %, роздрібна торгівля — 16,3 %, науковці, спеціалісти, менеджери — 9,9 %, публічна адміністрація — 6,9 %.